# Jon Petter Sandaker
Pour l’article homonyme, voir Sandaker.
Jon Petter Sandaker (né le 24 février 1974) est un ancien sauteur à ski norvégien affilié au Ski Club de Lørenskog.

## Carrière
Il débute en coupe du monde le 3 décembre 1995 à Lillehammer, se qualifiant grâce aux quotas nationaux. Il termine à une modeste 42e place. 
La saison 1998 de la coupe du monde de vol à ski, est à la fois sa première et sa meilleure saison. Lors de la première épreuve, le 29 novembre 1997, il termine 4e puis, le lendemain, il termine 12e. Il participe à 20 épreuves sur 27. Il compte encore une place dans les dix premiers, 9e, le 13 mars 1998 à Lillehammer.
Lors des deux saisons suivantes, il participe de manière dilettante : 4 épreuves en 1999 et 7 en 2000. Son meilleur résultat lors de ses deux années étant deux 25e place, le 28 novembre 1998 à Lillehammer et le 19 décembre 1999 en Pologne. Il termine sa carrière le 19 février 2000 en Autriche avec une modeste 47e place.

## Palmarès

### Championnats du monde de vol à ski
| Épreuve / Édition | Oberstdorf 1998 |
| Individuel        | 33e             |

### Coupe du monde
- Meilleur classement final : 28e en 1998.
- Meilleur résultat : 4e.